# Anopsicus ceiba
Anopsicus ceiba är en spindelart som beskrevs av Willis J. Gertsch 1982. Anopsicus ceiba ingår i släktet Anopsicus och familjen dallerspindlar.
Artens utbredningsområde är Honduras. Inga underarter finns listade i Catalogue of Life.